# Maść tygrysia

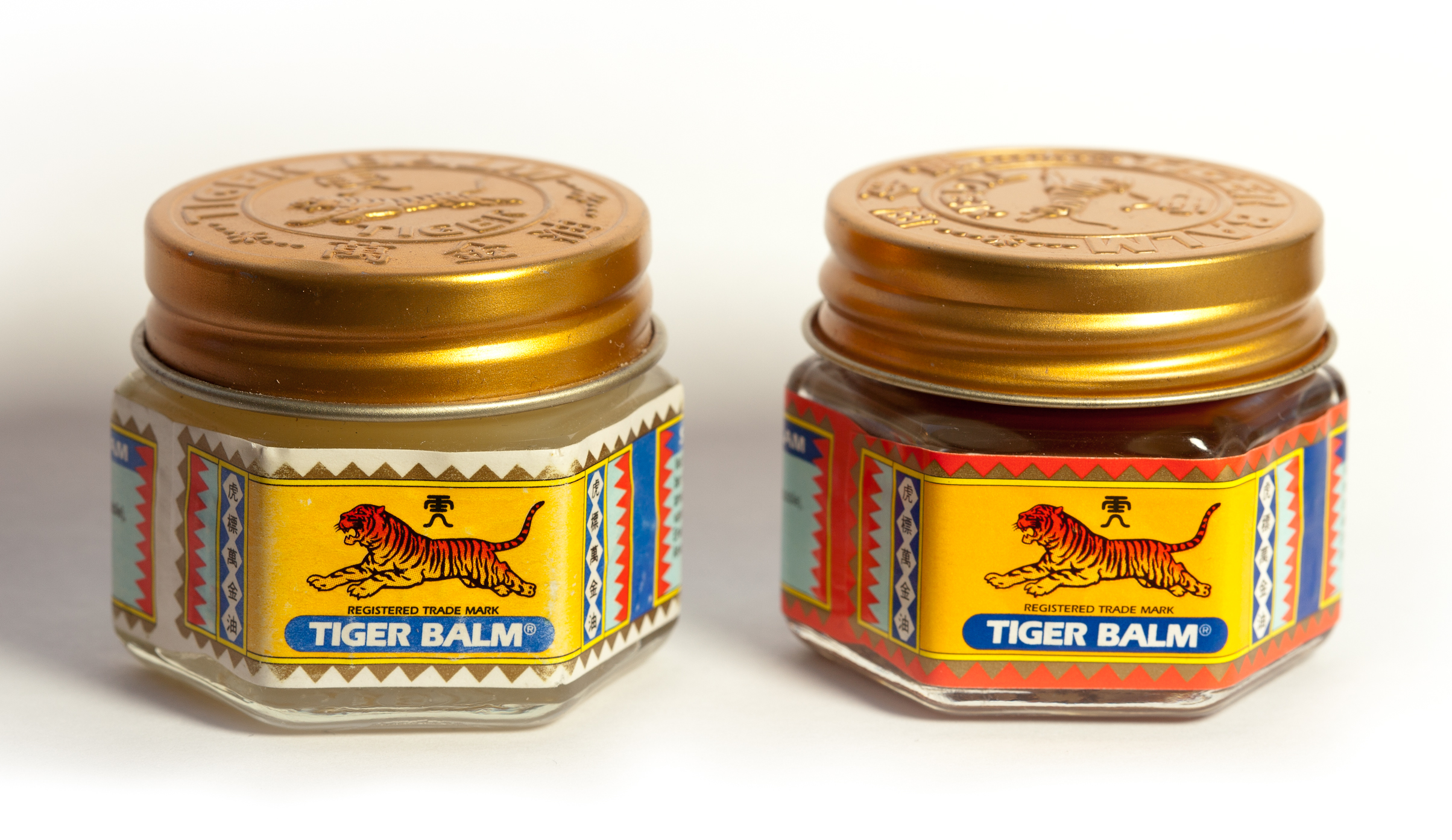
Słoiczki z dwoma rodzajami maści tygrysiej: maścią białą (łagodnie działającą) i czerwoną (silnie działającą).

Maść tygrysia – potoczna nazwa przeciwbólowych i rozgrzewających maści leczniczych o różnym składzie i zastosowaniach, pochodząca od znaku firmowego producenta. Dostępna w PRL podobna maść wytwarzana w Wietnamie była nazywana potocznie „maścią z kotkiem”.
Wynalazcą maści tygrysich był żyjący w Rangunie w Birmie (wtedy kolonii brytyjskiej) chiński zielarz Aw Chu Kin (胡子钦, pinyin Hú Zǐqīn). W latach 70. XIX wieku otworzył sklep, w którym sprzedawał własnej produkcji maści przeciwbólowe. Opakowania swoich leków sygnował wizerunkiem tygrysa, będącego w kulturze dalekowschodniej symbolem siły. Maść nie zawiera żadnych składników z tygrysa. W latach 20. XX wieku synowie Aw Chu Kina otworzyli w Singapurze fabrykę maści tygrysich, gdzie są produkowane do dzisiaj.
Maści tygrysie stosowane są w bólach kostnych i mięśniowych, przy przeziębieniach, bólach głowy oraz jako środek na ukąszenia owadów. Do ich wyrobu używa się głównie takich składników jak: olejek eukaliptusowy, olejek goździkowy, mentol, kamfora i olej palmowy. 
Wyróżnia się maść tygrysią czerwoną (z olejkiem goździkowym i kasją) oraz białą.
W badaniu porównawczym z wykorzystaniem placebo i innego środka (paracetamolu) oceniano skuteczność maści w leczeniu napięciowego bólu głowy. Wykazano znaczącą statystycznie (p<0,05) przewagę maści tygrysiej w zmniejszeniu bólu głowy w porównaniu z placebo oraz brak znaczących różnic w porównaniu z paracetamolem.
Podczas 21-dniowego ciągłego stosowania na skórze królików maść tygrysia spowodowała powstawanie rumienia, hiperkeratozę, zapalenie oraz formowanie strupów; bez trwałego zniszczenia skóry. Zmiany histologiczne w badaniu z białą maścią tygrysią były mniejsze niż przy maści czerwonej. Nie stwierdzono toksyczności ogólnoustrojowej.
Maść tygrysia jest przeznaczona wyłącznie do użytku zewnętrznego. Nie nadaje się do stosowania u dzieci poniżej drugiego roku życia. Należy unikać zatarcia oczu.